# Phuket Airlines
 (septembre 2016).
Améliorez-le ou discutez des points à vérifier. 
Phuket Airlines est une ancienne compagnie aérienne thaïlandaise offrant des vols entre Bangkok / Chittatong (Bangladesh), Madalay (Birmanie), Ranong et Krabi et entre Phuket / Ranong et Hat Yai.
Fondée en 1999, cette compagnie aérienne a fait partie de la liste noire des compagnies aériennes interdites en France publiée en août 2005. Depuis cette apparition, la compagnie a été rebaptisée Suvarnabhumi Airlines, et dispose également d'une nouvelle filiale, Holidays Airlines.
La compagnie a depuis fait faillite.

## Flotte

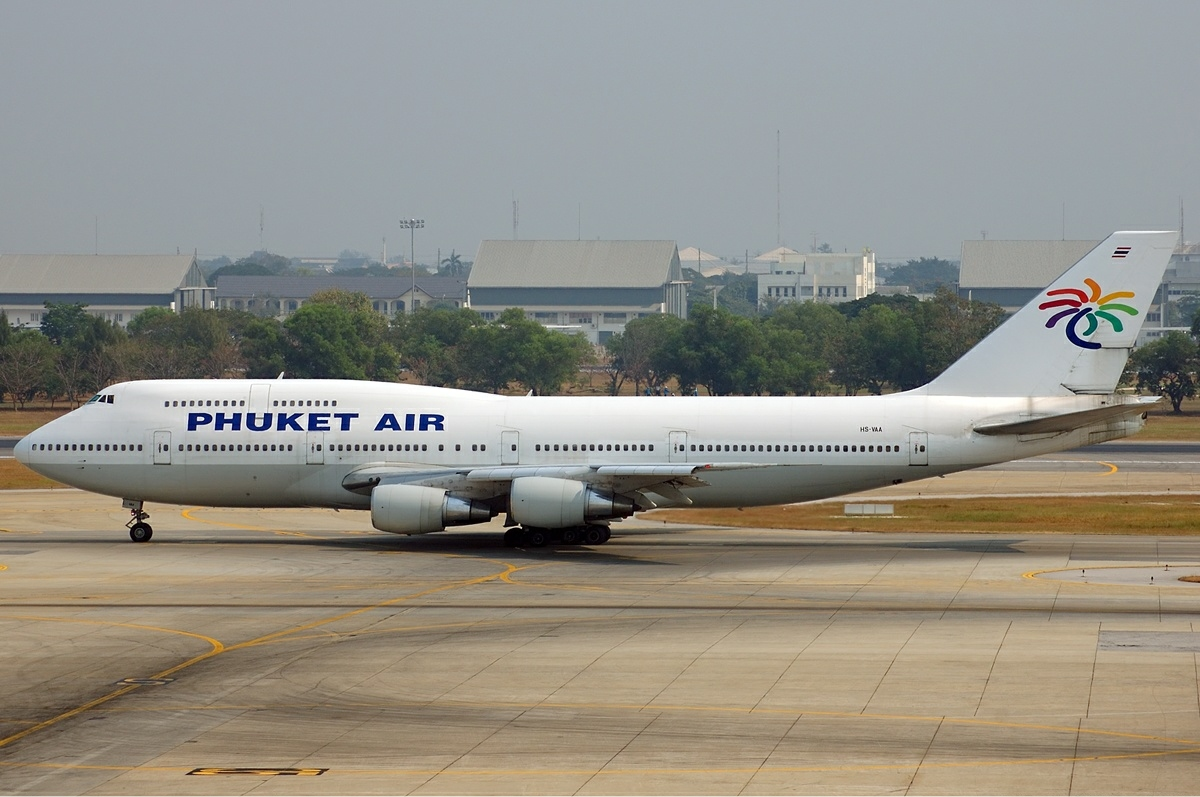
Boeing 747 de Phuket Airlines

- Boeing 737-200 (T-43)
- Boeing 747-200 (C-25/E-4)
- Boeing 747-300
- Boeing 747-400
- Boeing 757-200 (C-32)
- NAMC YS-11